# 西川 (企業)
西川株式会社（にしかわ）は、日本の寝具メーカー。羽毛布団やマットレスといった布団関連製品の製造・卸販売を主要事業としている。
事業の源流は1566年創業と古いが、1940年代から2019年までの間、会社が複数に分かれ独立採算で経営していた時期があり、その期間にそれぞれの社名や通称から生まれた「東京西川」、「京都西川」、「西川リビング（大阪西川）」などのブランドも用いられている。

## 概要・歴史
近江の商家西川家に生まれた仁右衛門が1566年に蚊帳の販売を始めた（西川グループではこれを創業年と位置づけている）。この後、豊臣秀次による八幡（現在の滋賀県近江八幡市）への八幡山城築城に際して、西川家はこの城下に移住（八幡商人）した。仁右衛門は1587年に同地で山形屋を開設し、蚊帳の製造・販売を開始、のちに畳表の製造・販売も行った。
江戸幕府が開かれて江戸の日本橋（現在の東京都中央区）付近へ商人を誘致したことに伴い、山形屋は1615年に江戸の日本橋に支店 「つまみだな」を開設した。仁右衛門の息子甚五郎が考案したとされる近江蚊帳のヒットで商売は軌道に乗り、日本橋を本拠として数代に渡って蚊帳問屋、弓問屋と商売を広げていった。
1750年に京都に京店を開設。当主が7代利助の代に、「三ツ割銀」（年2回の決算後に利益の三分の一を奉公人に分配する、賞与のような制度）、「定法目録」（奉公人に分家の資格を与える制度のルールを明文化）、「定法書」（火事など不時の出費に備えた資金の積立と運用）などの制度を導入した。
明治時代となった11代甚五郎当主の代に、1876年に大阪店を開設し、1887年に後の主要事業となる布団の販売を京・大阪の両店で始めた。1920年に給与制を導入、1929年に牡丹文字を用いた「西川」の商標を制定、同年に製織部門として近江蚊帳製造株式会社（現・西川テックス）が設立された。
1941年大阪に心斎橋店を開設。同年に既存の店舗を法人化し、京店を株式会社京都西川、大阪店を株式会社大阪西川（後の西川リビング）とする（法人としての京都西川および西川リビングの設立はここを起点としている）。
空襲によって1945年に消失した東京日本橋のつまみだな店を1947年に再建し株式会社西川として法人化、同店舗内に卸部門として西川産業株式会社を設立した。日本橋店を株式会社西川とする（法人としての西川、西川産業、日本橋西川の設立はここから起算）。
2018年7月10日、「西川グループ」（後述）の3社（西川産業、京都西川、西川リビング）を経営統合すると発表。2019年2月1日に、西川産業株式会社を存続会社に、株式会社京都西川、西川リビング株式会社を吸収合併し、西川株式会社に社名変更した。

## 事業所
- 本店（東京都中央区）

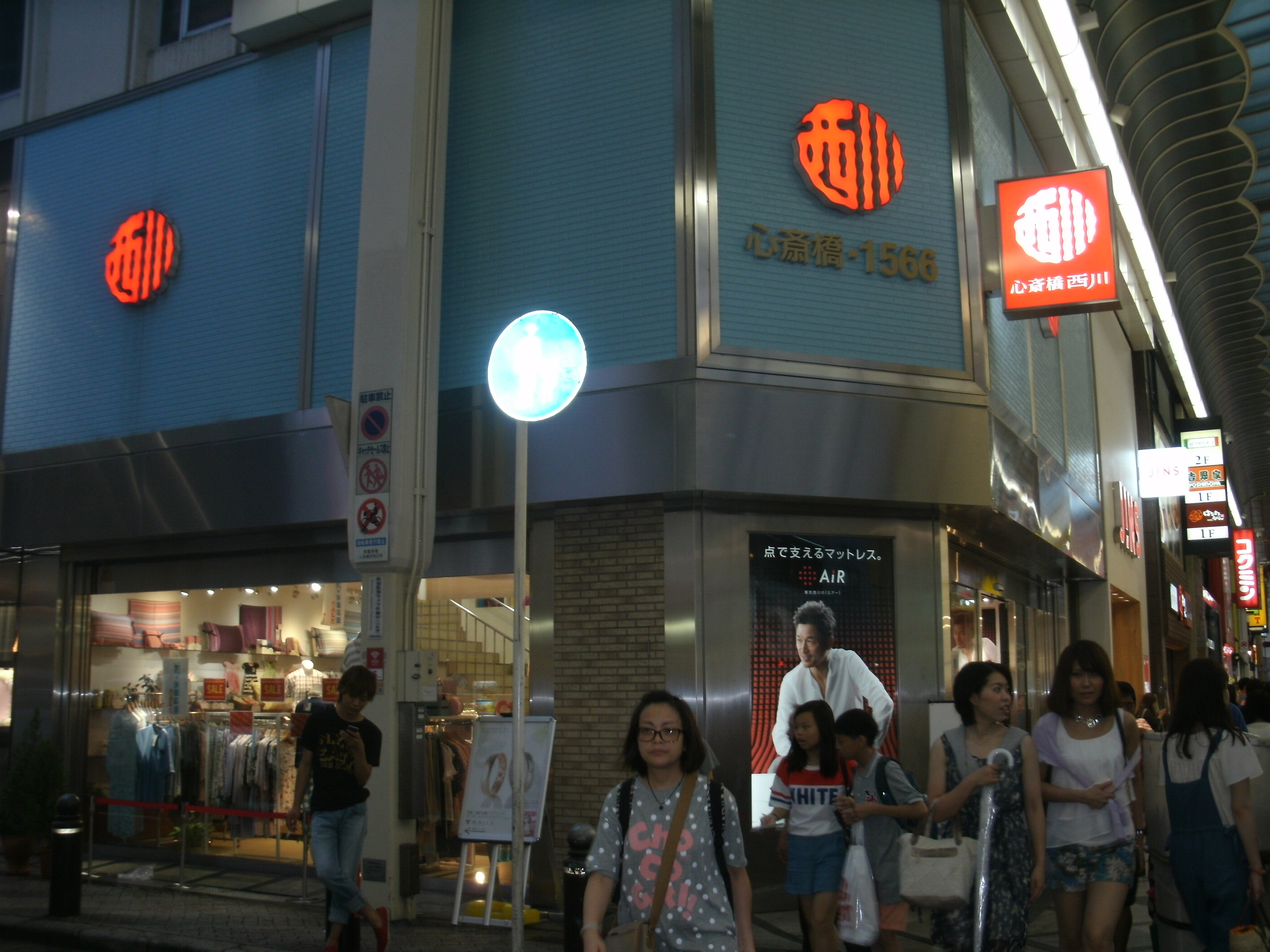
心斎橋筋商店街にあった心斎橋西川本店（2019年9月20日に大丸心斎橋店に移転）

- 本社オフィス - 東京オフィス（東京都中央区）、大阪オフィス（大阪市）
- 支店 - 北海道札幌市、愛知県名古屋市、福岡市
- 物流センター - 宇都宮センター（栃木県宇都宮市）

## 西川グループ
西川で会社分割が進められた1940年代以降およそ70年以上にわたって、西川産業をはじめとする同根企業5社とそれらの傘下企業は、法人としての親子関係などは持たずにボランタリー・チェーンとして「西川グループ」を結成していた。チェーン各社では「西川」の二文字を丸く象った牡丹文字のロゴマークを共同で使用し、ブランドは共有しつつも商品の製造・販売はそれぞれが独立しておこなってきた。
2019年2月1日に製造・卸部門の3社、西川産業株式会社（東京西川）、株式会社京都西川、西川リビング株式会社（旧・大阪西川）は経営統合により同一法人の西川株式会社（後株西川）となり、新たに牡丹文字を直線的にしたロゴマークを採用した。一方で販売部門の株式会社西川（前株西川、日本橋西川）と株式会社心斎橋西川は、統合はせずにボランタリー・チェーンを維持する。
なお同業の昭和西川株式会社は、西川の製造部門として設立した会社で、2013年までは西川産業の関連会社だったが、その後は独立した別会社である。2019年の西川グループ経営統合には加わっていない。

### グループ企業
- 西川株式会社（旧・西川産業株式会社、東京西川）
  - （旧・株式会社京都西川 - 京都府京都市下京区）
  - （旧・西川リビング株式会社（旧・大阪西川） - 大阪府大阪市中央区、代表取締役：西川康行（同））
  - 日本橋西川ビル株式会社 - 東京都中央区
  - 株式会社東京西川コーポレーション - 東京都中央区
  - 西川レベックス株式会社（旧・安眠工業→東京レベックス） - 栃木県宇都宮市
  - 西川ロジスティクス株式会社 - 東京都中央区
  - 西川ロジテック株式会社 - 大阪府大阪市中央区
  - 西川協保株式会社 - 東京都中央区
  - 西川テックス株式会社 - 滋賀県東近江市、代表取締役：西川康行（同）
  - 西川ローズ株式会社（旧・京都西川傘下） - 京都府京都市下京区
  - 株式会社西川リビング熊本 - 熊本県上益城郡益城町
- 株式会社西川（日本橋西川） - 東京都中央区、代表取締役：西川康行（同）
- 株式会社心斎橋西川 - 大阪府大阪市中央区

## 商品
近年はホームファッション製品を製造・販売する企業として、主に布団や各種カバー類のほか、ベッド・タオル・リラックスウェア・クッションなどを扱っている。このほか、温熱治療器「ドクターセラシリーズ」の製造・卸売、一部のボランタリー・チェーンを対象に宝飾品（ラザールキャプラン等）や浄水器・マッサージチェアーなども取り扱っている。
ハウスブランドに、無地カラーで素材感を追求したクオリアル・afitなどがある。OEMブランドとして、ウェッジウッド、サンダーソンなどを製造するほか、アンパンマン、ハローキティ、きかんしゃトーマスなどのキャラクター商品も扱っている。
夏場に涼感を得るパッドシーツ等や、ユーザーの使い方次第では夏場はタオルケット、冬場は起毛素材のふとんカバーとしても使用出来るタオルカバーがあり、OEMでの商品展開も行っている（サンダーソン等）。
なお、祖業として製造・販売した蚊帳は、現在でも少数ながら取り扱っており、大人用のほかオルゴールが付いた乳児用などの商品がある。

## 事件
2018年3月8日21時頃、大利根物流センターで出火し、10日4時に鎮火が確認された。全焼となったものの業務終了時間後だったため、警備員以外は無人で人的被害は出なかった。この火災で警察は大利根センターのアルバイト従業員を放火の疑いで逮捕した。

## テレビ番組
- 日経スペシャル カンブリア宮殿 創業450年！眠ることなく"眠り"を極める超老舗企業（2015年8月27日、テレビ東京）[7]

#### 広報資料・プレスリリースなど一次資料
1. 1 2  西川産業の歴史｜企業情報｜東京西川公式サイト
2. 1 2  会社情報-京都西川の歴史｜京都西川
3. ↑  4．卓越した経営感覚｜西川産業の歴史｜企業情報｜東京西川公式サイト
4. ↑  心斎橋西川450年の歴史｜心斎橋西川
5. 1 2  年表｜1800年～2000年｜健康と眠りと環境にやさしい企業 西川リビング
6. ↑  『西川三社の統合と、新会社名に関するお知らせ』（PDF）（プレスリリース）西川産業株式会社,西川リビング株式会社,株式会社京都西川、2018年12月5日。2018年12月18日閲覧。
7. ↑  革新をつづける伝統を、未来へ。2016年、東京西川は創業450周年 - 西川産業
8. ↑  2018年03月10日 お知らせ・大利根センターにおける火災について(続報)（西川産業）（2018年3月10日、2018年3月17日閲覧）